# Virtuelles Wasser
|                 | Hoekstra & Hung (2003) | Chapagain & Hoekstra (2003) | Zimmer & Renault (2003) | Oki et al. (2003) | Durchschnitt |
| --------------- | ---------------------- | --------------------------- | ----------------------- | ----------------- | ------------ |
| Rindfleisch     |                        | 15977                       | 13500                   | 20700             | 16726        |
| Schweinefleisch |                        | 5906                        | 4600                    | 5900              | 5469         |
| Käse            |                        | 5288                        |                         |                   | 5288         |
| Hühnerfleisch   |                        | 2828                        | 4100                    | 4500              | 3809         |
| Eier            |                        | 4657                        | 2700                    | 3200              | 3519         |
| Reis            | 2656                   |                             | 1400                    | 3600              | 2552         |
| Sojabohnen      | 2300                   |                             | 2750                    | 2500              | 2517         |
| Weizen          | 1150                   |                             | 1160                    | 2000              | 1437         |
| Mais            | 450                    |                             | 710                     | 1900              | 1020         |
| Milch           |                        | 865                         | 790                     | 560               | 738          |
| Kartoffeln      | 160                    |                             | 105                     |                   | 133          |

Virtuelles bzw. latentes Wasser bezeichnet die Menge Wasser, die tatsächlich für die Herstellung eines Produkts anfällt. Es wird meist nur zu einem sehr geringen Teil im Produkt selbst gespeichert.
Unterschieden wird:
- grünes virtuelles Wasser aus Niederschlag und natürlicher Bodenfeuchte
- blaues virtuelles Wasser für künstliche Bewässerung
- graues virtuelles Wasser wird während der Nutzung beeinträchtigt (Düngemittel, Pestizide, Industrieabfälle) und kann nur bedingt wiederverwendet werden

Nach dieser Bilanzierung werden in Deutschland pro Einwohner und Tag rund 4.000–5.000 Liter Wasser genutzt, bei der Herstellung eines Mikrochips beispielsweise 32 Liter, bei der Herstellung eines Kilogramms Rindfleisch 15.000 Liter. Mitberücksichtigt wird dabei auch der auf den ersten Blick verdeckte Wasserverbrauch: bei der Erzeugung von Rindfleisch ist nicht nur die Verwendung von Trinkwasser für die Tiere zu berücksichtigen, sondern auch der natürliche Niederschlag und die Bewässerung für Felder und Wiesen, welche das Futter für die Tiere liefern.
Der Begriff wurde um 1995 vom englischen Geographen John Anthony Allan (1937–2021) geprägt. Für seine Leistung erhielt er 2008 den Stockholmer Wasserpreis des Stockholm International Water Institute.

## Bilanzierung des virtuellen Wassers
Die Untersuchungen zielen auf eine künftig sparsamere Verwendung von Wasser in Regionen mit Wassermangel. Insbesondere soll transparent gemacht werden, dass wasserintensive und exportorientierte Agrarnutzung in Trockenregionen der Erde ökologisch unsinnig und wirtschaftlich vergleichsweise unrentabel ist. Wasserarme Länder können durch gezielten Import von Gütern, deren Herstellung viel Wasser benötigt, ihre eigenen Wasserressourcen schonen.
Die Berechnung des virtuellen Wassers ermöglicht auch, den internationalen Transfer von in Produkten gebundenem Wasser zu untersuchen. Deutschland exportiert virtuelles Wasser, das in der Industrieproduktion genutzt wird und importiert virtuelles Wasser vor allem in Agrarprodukten (zu denen auch die besonders wasserzehrende Baumwolle gehört). Im internationalen Vergleich gehört Deutschland zu den zehn größten Importeuren von virtuellem Wasser.
Die Schweiz importiert mehr virtuelles Wasser als sie exportiert, unter dem Strich jeden Tag die Menge des Thunersees.
Mit der Bilanzierung virtuellen Wassers beschäftigt sich vor allem das UNESCO-IHE (Institute for Water Education der Organisation der Vereinten Nationen für Bildung, Wissenschaft und Kultur). Das Institut veröffentlichte unter anderem diese Verbrauchsmengen virtuellen Wassers:
| \| Menge \| Beispiel \| Wasserbedarf in Litern \| \| ------- \| ---------------- \| --------------------------------- \| \| 1 \| Rose \| 5[5] \| \| 1 Tasse \| Tee \| 35[6] \| \| 0,25 L \| Bier \| 75 (bis)[6] \| \| 1 Tasse \| Kaffee \| 140[6] \| \| 1 L \| Milch \| 1000[7] \| \| 1 kg \| Papier \| 750 (ca.)[8] \| \| 500 Bl. \| Papier DIN-A4 \| 5000[5], bzw. 1 Blatt bis 10 l[8] \| \| ca. 2 g \| Mikrochip \| 32[6][9] \| \| 1 kg \| Mais \| 900[5] \| \| 1 kg \| Weizen \| 1100 (ca.) \| \| 1 kg \| Sojabohnen \| 1800[5] \| \| 1 \| Baumwoll-T-Shirt \| 2000 (ca.) \| \| 1 kg \| Kokosnüsse \| 2500[5] \| \| 1 kg \| Hühnereier \| 4500 (ca.) \| \| 1 kg \| Reis \| 3000–5000 (ca.) \| \| 1 \| Jeans \| 6000[5] \| \| 1 kg \| Rindfleisch \| 15.500 (ca.)[10] \| \| 1 kg \| Mandeln \| 13.000[11][12] \| \| 1 \| PKW \| 20.000 – 300.000[6] \| | 0000             |                             |
| Menge | Beispiel         | Wasserbedarf in Litern      |
| 1 | Rose             | 5                           |
| 1 Tasse | Tee              | 35                          |
| 0,25 L | Bier             | 75 (bis)                    |
| 1 Tasse | Kaffee           | 140                         |
| 1 L | Milch            | 1000                        |
| 1 kg | Papier           | 750 (ca.)                   |
| 500 Bl. | Papier DIN-A4    | 5000, bzw. 1 Blatt bis 10 l |
| ca. 2 g | Mikrochip        | 32                          |
| 1 kg | Mais             | 900                         |
| 1 kg | Weizen           | 1100 (ca.)                  |
| 1 kg | Sojabohnen       | 1800                        |
| 1 | Baumwoll-T-Shirt | 2000 (ca.)                  |
| 1 kg | Kokosnüsse       | 2500                        |
| 1 kg | Hühnereier       | 4500 (ca.)                  |
| 1 kg | Reis             | 3000–5000 (ca.)             |
| 1 | Jeans            | 6000                        |
| 1 kg | Rindfleisch      | 15.500 (ca.)                |
| 1 kg | Mandeln          | 13.000                      |
| 1 | PKW              | 20.000 – 300.000            |

### Einfluss von Produktions- und Umweltfaktoren am Beispiel Rindfleisch
Laut UNESCO-IHE (Mekonnen/Hoekstra, 2010) ist die Menge des benötigten virtuellen Wassers insbesondere bei Fleisch stark abhängig von den Produktions- und Umweltfaktoren.
So werden für die Erzeugung von 1 kg Rindfleisch im weltweiten Mittel 15.415 Liter virtuelles Wasser benötigt. Davon sind 14.414 Liter (93,5 %) Regenwasser („grünes Wasser“), das auf die Futterflächen fällt. Der Rest unterteilt sich in Wasser für Bewässerung („blaues Wasser“) und sonstiges Wasser z. B. für Tränken, Reinigung und Verarbeitungsprozess („graues Wasser“).
Dabei variiert die Menge virtuellen Wassers von 10.244 Litern (davon 8.849 Liter „grünes Wasser“) bei Intensivhaltung. Bei extensiver Weidehaltung beträgt die virtuelle Belastung bis zu 21.829 Litern (davon 21.121 Liter „grünes Wasser“).
Im weltweiten Vergleich wird die geringste Menge virtuellen Wassers für Rindfleisch aus Intensivhaltung in den USA benötigt mit 3.856 Litern (davon 2.949 Liter „grünes Wasser“), die höchste Menge für Rindfleisch aus Weidehaltung in Äthiopien mit 100.967 Litern (davon 77.013 Liter „grünes Wasser“).
Für in Deutschland erzeugtes Rindfleisch aus Intensivhaltung werden pro Kilogramm 5.991 Liter (davon 5.014 Liter „grünes Wasser“) benötigt, für Rindfleisch aus extensiver Weidehaltung 12.229 Liter (davon 11.083 Liter „grünes Wasser“).

## Water Footprint
Der englische Begriff Water Footprint, übersetzbar mit Fußabdruck des Wasserverbrauchs, umfasst die Gesamtmenge an Wasser, die für die Produktion von Gütern und Dienstleistungen benötigt wird. Dabei wird zwischen blauem, grünem und grauem Wasser unterschieden: Der blaue Fußabdruck bezieht sich auf das Grund- und Oberflächenwasser, das bei der Produktion direkt verdunstet wird. Der grüne Fußabdruck beschreibt die Wassermenge, die durch die Vegetation selbst verdunstet und ist somit vor allem in der Landwirtschaft von Bedeutung. Der graue Fußabdruck umfasst die Wassermengen, die durch Produktionsprozesse verunreinigt werden. Mit diesen Fragestellungen beschäftigt sich das Water Footprint Network, das auch mit der UN zusammenarbeitet.
Der Water Footprint eines Landes bezieht sich auf die Gesamtbevölkerung eines Landes. Man spricht auch von der Wasserspur oder dem Wasserverbrauchsindex eines Landes. Beispiele für water footprints verschiedener Staaten in m³ pro Kopf und Jahr:
- Der Wasserverbrauchsindex Chinas beträgt etwa 700 m³; davon werden ca. 7 % über Güter importiert.
- In Deutschland beträgt dieser Index 1.545 m³. Die Ursachen liegen im hohen Konsum von Industrieprodukten und Fleisch: Deren versteckter Wasserimport übersteigt den Export virtuellen Wassers deutlich: 106 Teilen eingeführten Wassers stehen 70 Teile ausgeführter Wassermenge gegenüber.
- 82 Prozent des Wasser-Fußabdrucks der Schweiz entsteht außerhalb des Landes und oft in Regionen, in denen die Wasserressourcen knapper sind. Der Wasserverbrauchsindex beträgt rund 1.500 m³.[17]
- Der Wasser-Fußabdruck Japans beträgt 1.150 m³; davon werden ca. 65 % bereits außerhalb des Landes verwendet.
- Der Wasserverbrauchsindex der USA beläuft sich auf 2.483 m³.
- Weltweit beträgt der Durchschnitt des Index 1.385 m³ pro Person und Jahr.[17]

| Land                  | Fussabdruck |                   |
| --------------------- | ----------- | ----------------- |
| China                 | 700 m³      | 7 % durch Import  |
| Japan                 | 1.150 m³    |                   |
| Schweiz               | 1.500 m³    | 82 % durch Import |
| Deutschland           | 1.545 m³    |                   |
| USA                   | 2.483 m³    |                   |
| Durchschnitt weltweit | 1.385 m³    |                   |

## Umweltpolitik
Wasserarme Länder können durch den gezielten Import von Gütern, deren Herstellung viel Wasser benötigt, ihre eigenen Wasserressourcen schonen. Umgekehrt können wasserreiche Länder den wasserarmen Ländern helfen, indem sie von diesen keine Produkte importieren, die besonders viel Wasser benötigen.

## Kritik
Wichtige Kritikpunkte am Konzept des „virtuellen Wassers“ sind:
- Oft wird nicht danach unterschieden, ob das Wasser natürlich als Regen fällt, oder ob es künstlich aus Seen, Flüssen oder Grundwasserfassungen gefördert wird. Wird Regenwasser unmittelbar genutzt, führt dies in der Regel nicht zu Verschiebungen im Wasserhaushalt der Landschaft. Wird jedoch für die Landwirtschaft Wasser gefördert, kann dies zu einer Grundwasserabsenkung führen, die wiederum Folgeschäden verursacht. Zum Beispiel entfallen auf ein Kilogramm Rindfleisch zwar rund 15.000 Liter Wasser, aber ein sehr großer Teil davon ist Regen, der ohnehin fällt und für den Anbau des Futtermittels ausreicht. Mandelbäume werden hingegen zur Ertragssteigerung oft künstlich bewässert, obwohl sie eigentlich an trockenes Klima gewöhnt sind. Dies führt zu einem virtuellen Wasserverbrauch von rund 13.000 Liter pro Kilogramm Mandeln.[18]
- Das Konzept führt leicht zur Annahme, dass Wasser, das an einem Ort eingespart wird, am selben Ort für weniger Wasser-intensive Nutzungen frei wird. Dies ist aber aus praktischen wie auch aus wirtschaftlichen Gründen oft nicht machbar. Zum Beispiel eignet sich der Boden eines regenarmen, kargen Gebietes nicht für den Ackerbau, aber die weniger effiziente Ziegenhaltung ist darauf möglich, und stellt für den Bauern somit die bestmögliche Bodennutzung dar.
- Das „virtuelle Wasser“ vernachlässigt oftmals den Nährwert des erzeugten Lebensmittels. Vergleicht man die benötigte Wassermenge mit der Menge an erzeugtem Eiweiß, so schneidet Fleisch gegenüber Milch, Käse, Reis, Beeren, Tomaten, Früchten und Nüssen gut ab. Die beste Wasserbilanz hätten dann Hülsenfrüchte, Wurzelgemüse, Kartoffeln und Mais.[19] Auf dieselbe Weise kann der Wasserverbrauch mit dem Energiegehalt des Lebensmittels verglichen werden.[20]
- Das Konzept beachtet nicht, ob die Wassernutzung den örtlichen Ökosystemen tatsächlich schadet. So können in Monsun-Gebieten riesige Mengen an Wasser auf die Reisfelder geleitet werden, ohne dass dieses anderswo fehlt. Ebenso müssen die Mengen an Regenwasser, die zum Heranwachsen von Holz notwendig sind, auch nicht berücksichtigt werden.
- Die Definition von virtuellem Wasser trägt nicht dem Umstand Rechnung, wie stark ein Produkt die Wasserverfügbarkeit oder den Wasserhaushalt in einer Region verändert. So hat zwar ein Automobil einen vergleichsweise niedrigen Wasser-Fußabdruck, führt aber über die Rohstoffgewinnung und -verarbeitung – beispielsweise von Aluminium(erz) oder Eisen(erz) – über die stattfindende Entwaldung bzw. durch Stauseen zur Stromgewinnung[21] zu einer massiven Veränderung des regionalen Wasserhaushalts und -kreislaufs sowie zu einer Veränderung des zeitlichen und mengenmäßigen Musters lokaler Niederschlagsmengen. Da dieses Wasser jedoch nicht unmittelbar zur Produktion eingesetzt wird, fällt es nicht in die Definition von virtuellem Wasser, auch wenn es entscheidend für negative ökologische – und oft auch gesellschaftliche[22] – Veränderungen sein kann.